# Aaron Schoenfeld
Aaron Maxwell Schoenfeld (Knoxville, 17 aprile 1990) è un ex calciatore statunitense, di ruolo attaccante.

## Palmarès

### Club

#### Competizioni nazionali
- Campionato israeliano: 1

Maccai Tel Aviv: 2018-2019
- Coppa Toto: 2

Maccabi Tel Aviv: 2017-2018, 2018-2019
- Supercoppa d'Israele: 1

Maccabi Tel Aviv: 2019